# Luciano Scatolini
Luciano Scatolini (La Plata, 3 de diciembre de 1974) es un político, autor y escribano público argentino, ex Secretario de Desarrollo Territorial en el gobierno argentino, quien fue Subsecretario de Política de Suelo y Urbanismo de la nación, Escribano General de Gobierno de la provincia de Buenos Aires y Director Nacional del Programa de Crédito Argentino del Bicentenario para la Vivienda Única Familiar (ProCreAr).    

## Biografía

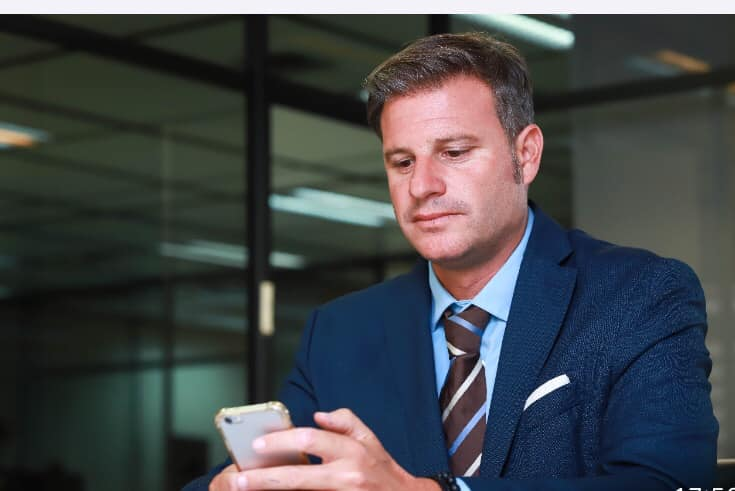
Luciano Scatolini, año 2020.

Nacido en el seno de una familia de clase media argentina Luciano es hijo de Laura Alcuaz y Juan Scatolini. 
Su madre es docente, psicóloga, ex detenida, presa política durante la última dictadura cívico militar argentina. Su abuelo materno, dirigente radical, fue Intendente de Coronel Brandsen. Su padre, también expreso político durante la última dictadura argentina, fue el primer Director de Derechos Humanos de la provincia de Buenos Aires (PBA), habiendo sido posteriormente Subsecretario de Niñez, Defensor del Pueblo y Director provincial de Población Carcelaria del Ministerio de Justicia bonaerense. 
Sus estudios universitarios fueron cursados en la Facultad de Ciencias Jurídicas y Sociales (JURSOC), habiéndose graduado como Abogado y Escribano público de la UNLP. Cursó un posgrado en Derecho Administrativo Económico en la Universidad Católica Argentina (UCA). 
Ha publicado distintos artículos de doctrina legal referidos a aspectos jurídicos en materia de desarrollo urbano, ambiental y de participación ciudadana. Participó de la elaboración del proyecto de Ley de Acceso Justo al Hábitat para la provincia de Buenos Aires, normativa sancionada el 29 de noviembre de 2012, publicada en el boletín oficial bajo el número de Ley 14 449. Obtuvo el Premio a la trayectoria personal por parte de la Asesoría General de Gobierno de la provincia de Buenos Aires en el año 2012. 
Vinculado a diferentes gestiones de gobierno peronistas sus aportes como funcionario público han permitido lograr la implementación del Documento Único de Ampliación de Derechos (DUAD) en la localidad de Avellaneda, la regularización dominial y escrituración social de tierras en la provincia de Buenos Aires y la ejecución de loteos y desarrollos urbanísticos en la República Argentina.

## Docencia e investigación
En su rol como profesor se desenvolvió como docente de grado y posgrado, dictando cursos y seminarios referidos a temas de suelo urbano, hábitat y ambiente. Fue Director de la Cátedra libre de Hábitat Popular de la UNLP. Participó como docente investigador del Lincoln Institute Of Land Policy en su oferta académica para América Latina y El Caribe.
Actualmente dirige la Clínica Jurídica de Hábitat de la JURSOC - UNLP. 

## Libros
- Hábitat. Hacia un Nuevo Paradigma Urbano (2014, Buenos Aires, edición de la Cámara de Diputados de la Nación)[10]

- En Jaque (2017, editorial Cienvolando)

- Hábitat. Un desafío de todos (2019, escrito en coautoría con Juan Duarte y Tobías Hutton, Universidad Nacional de La Plata)

- Me quedan los días (2019, editorial Universidad Nacional de La Plata - EDULP)
- Padre final (2022, editorial Universidad Nacional de La Plata - EDULP)
- Planificar la ciudad en tiempos de desigualdad: avances y desafíos de la planificación territorial en la post pandemia (Editorial Café de las ciudades, 1.ª ed. 2022)

## Trayectoria en la función pública
Luciano Scatolini fue Escribano General de Gobierno de la provincia de Buenos Aires, Jefe de asesores de la vicepresidencia de la Cámara de Diputados de la legislatura bonaerense; Coordinador del Programa de Regularización dominial de bienes fiscales nacionales (Programa Arraigo) de la Subsecretaría Social de Tierras de la Nación; Coordinador del Programa de Regularización dominial de bienes fiscales provinciales del Ministerio de Economía de la Provincia de Buenos Aires; Director de Desarrollo de Suelo Urbano de Anses - Programa de Crédito Argentino (Pro.Cre.Ar), Coordinador del Programa de Integración Socio Urbana de Barrios Informales de la localidad de Avellaneda.
En enero de 2020 a instancias de la ministra de Desarrollo Territorial y Hábitat, Arq. María Eugenia Bielsa fue elegido subsecretario de Política de Suelo y Urbanismo de la nación. En diciembre de 2020 a instancias del Ministro de Desarrollo Territorial y Hábitat, Ing Jorge Ferraresi fue nombrado como Secretario de Desarrollo Territorial de la nación. Ambas designaciones contaron con la rúbrica del Presidente de la República Argentina, Dr. Alberto Fernández